# 市道177号 (台湾)
市道177号（しどう177ごう）は、台南市永康区蔦松から同市帰仁区を結ぶ、全長11.734kmの台湾の市道である。台20線と重複区間がある。

## 通過する自治体
- 台南市
  - 永康区
  - 帰仁区

## 接続する道路
- 国道1号（インターチェンジ）連絡道
- 台1線
- 台20線
- 台20線
- 市道180号
- 台39線
- 市道182号 、台86線（インターチェンジ）帰仁IC連絡道

## 施設
- 永康国民中学校
- 保西国民小学校

## 歴史
県道177号線はもともと、台南県麻豆鎮(現在の台南市麻豆区)から、高雄県梓官郷（現在の高雄市梓官区）赤崁を結ぶ59.8kmの本線と、蔦松～帰仁間を結ぶ支線（県道177号甲線）から構成されていた。
後年台19線を設定する際、県道177号の本線全線が台19甲線に吸収され、麻豆-新市間の車線増設工事完成。支線の県道177甲線蔦松～帰仁間が県道177号線に改められた。
2013年、名称が市道177線に改められた。